# Station Łąg
Station Łąg is een spoorwegstation in de Poolse plaats Łąg.